# Vương quốc Northumbria
Vương quốc Northumbria (/nɔːrˈθʌmbriə/; tiếng Anh cổ: Norþanhymbra Rīċe; tiếng Latinh: Regnum Northanhymbrorum) là một quốc gia Angle tồn tại ở trung tâm đảo Anh giai đoạn 654 - 954. Theo truyền thống, thực thể này được coi là một trong những thành tố tạo nên Vương quốc Liên hiệp Anh và Ireland về mặt ngôn ngữ và các danh hiệu chính trị - tín ngưỡng liên quan.

## Từ nguyên
Theo các cứ liệu tiếng Anh cổ, tự dạng Northumbria (tiếng Anh cổ: Norþanhymbre) được hiểu là khu vực định cư của sắc tộc phía Bắc miền Humber.

## Lịch sử
Khu vực nay là Northumberland thời Anh thuộc La Mã mạt kì hẵng còn thưa vắng với các nhóm man tộc cùng quan binh La Mã. Bắt đầu từ thế kỷ VI khi người Sachsen tới định cư đã diễn ra những cuộc giao tranh cho đến thỏa hiệp giữa các nhóm man tộc nhằm đảm bảo lợi ích về thực phẩm và nước uống. Tuy nhiên, sự hợp chủng trong tiến trình giao thoa ngôn ngữ và sắc tộc khiến người Northumbria không được coi là chung huyết thống với người Scotland hay Anh hiện đại - những nhóm sẽ đến muộn hơn ở vài thế kỷ sau.
- Thống nhất Bryneich-Derenrice (654 - 665)

Theo tạp thư của thánh Bede, năm 654 đã diễn ra sự kiện hợp nhất hai tiểu quốc Bryneich và Derenrice thành vương quốc Northumbria, mà ý nghĩa nguyên danh đã phản ánh tính chất đa dạng văn hóa chủng tộc thời kì đầu.
Ōswīg - chúa tể Bryneich được tôn làm quốc vương thông qua cuộc hôn nhân với người con gái nặc danh của vua Derenrice là Ēadwine.
- Vương quốc Northumbria (665 - 875)

Trong khoảng ba thế kỷ, Northumbria bành trướng dần và án ngữ khu vực trung tâm đảo Anh, mà nay là Trung-Nam Scotland và Bắc Anh. Người Northumbria tận dụng không gian địa lý nhiều núi đá ít sông hồ để tiến dần về biển Bắc, có hạm đội tiến được tới các mỏm đất nay thuộc Phần Lan, có quan hệ thương mại chặt chẽ với các liệt cường Scandinavia và còn nhiều lần giúp quân Sachsen đánh bại các cánh quân La Mã.
- Anglia thuộc Đan Mạch (876 - 914)

Những cuộc xâm lăng thô bạo của người Viking khiến quốc gia Northumbria lâm vào tình thế bị động và suy giảm khả năng phòng thủ. Để tránh các mối nguy suy sụp hoàn toàn, người Northumbria phải tiếp nhận sự bảo hộ dù nửa vời của Đan Mạch. Động thái này được coi là nhiều tính ngoại giao hơn thực tế. Từ những năm này, Northumbria phải chịu cống nạp cho Đan Mạch dưới hình thức đóng thuế thương mại.
- Anglia thuộc Na Uy (914 - 954)

Northumbria phân rã thành nhiều lãnh địa với chức năng tương đương một tiểu quốc. Triều đình Northumbria đánh mất tính chính thống và bị cô lập, phải dựa vào sự hỗ trợ của Na Uy về mặt quân sự. Nhìn chung ở giai đoạn cuối cùng này, Northumbria thu nhỏ chỉ còn bằng một tỉnh của vương quốc Anh. Sau đó, nó bị phân mảnh ra cho các vua Scotland và Anh theo hình thức nhượng địa có lãi suất.

## Văn hóa
Northumbria xuất hiện ở giai đoạn đầu lịch sử Anh quốc độc lập, khi bắt đầu có các khái niệm bản địa hóa ngôn ngữ - triết lí chính trị trước sự ảnh hưởng của văn minh La Mã. Văn học và âm nhạc Northumbria hình thành nhờ các nhóm sắc tộc ít ỏi vùng Trung Anh đã góp phần được coi là lớn nhất trong sự phát triển văn hóa quần đảo Anh trung kì trung đại.

## Ảnh hưởng
Vương thất Anh ngày nay tự coi là sự kế thừa các vương thất từng được công nhận trong lịch sử Anh quốc, trong đó có Northumbria. Thành tố Northumbria trong kim miện Đế quốc Anh gồm: Công tước York, hai sọc đỏ-vàng trên vương kì.
Trong kịch phẩm Hamlet của tác giả William Shakespeare, nhân vật vương tử Đan Mạch Hamlet được dượng Claudius cử làm đặc sứ Đan Mạch tới Northumbria đòi khoản cống nạp thường niên, nhưng mục đích là sai người ám sát chàng trên thuyền rồi đổ lỗi cho vua Northumbria để có cớ xâm lăng.
Trong phim Người Vikingr năm 1958 dựa theo tác phẩm của Edison Marshall có đề cập đến cuộc chiến tranh kim miện Northumbria giữa vua Ragnar người Viking với các vua gốc Northumbria gồm Ælla, Ecgberht và đứa con rơi Eiríkr Haraldsson.

### Tư liệu
- Lowlands-L, An e-mail discussion list for those who share an interest in the languages & cultures of the Lowlands
- Lowlands-L in Nothumbrian
- Northumbrian Association
- Northumbrian Language Society
- Northumbrian Small Pipes Encyclopedia
- Northumbrian Traditional Music
- Visit Northumberland – The Official Visitor Site for Northumberland